# Hubert Hammerer
Hubert Hammerer (n. 10 septembrie 1925, Egg, Vorarlberg, Austria – d. 24 martie 2017, Egg, Vorarlberg, Austria) a fost un trăgător de tir austriac, medaliat olimpic. A participat la 2 ediții ale Jocurilor Olimpice (1960, 1964) în care a câștigat o medalie de aur.